# Crataegus aestivalis
Crataegus aestivalis là loài thực vật có hoa trong họ Hoa hồng. Loài này được (Walter) Torr. & A. Gray mô tả khoa học đầu tiên năm 1840.

## Hình ảnh

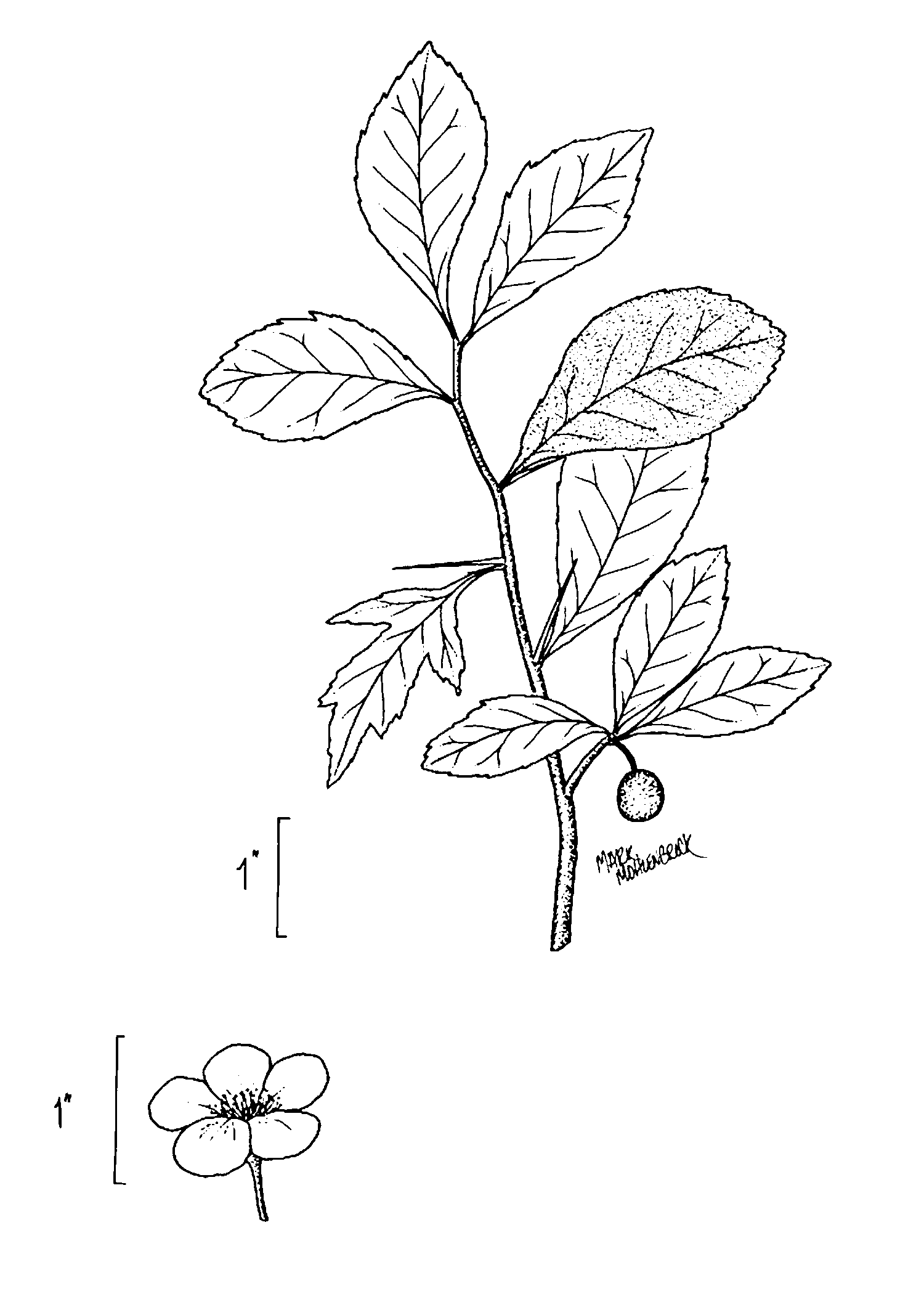